# الأمير عبد القادر (تموشنت)
الأمير عبد القادر هي إحدى بلديات ولاية عين تموشنت الجزائرية.